# L'Ours et le Dragon
L'Ours et le Dragon (The Bear and The Dragon) est un thriller politique de Tom Clancy publié en 2000. Il fait partie de la saga Ryan ayant pour héros Jack Ryan.

## Résumé
Début du XXIe siècle. Tandis qu’un gigantesque gisement pétrolier et un filon d’or sont découverts en Sibérie orientale, le chef des services secrets russes manque de se faire assassiner au lance-roquettes à Moscou, un proxénète notoire ayant fait les frais de cet attentat. Toutefois, l'enquête à du mal à déterminer si la cible était le proxénète - dans le cadre d'un contrat commandité par un rival du crime organisé - ou si c'était bien le directeur du renseignement qui était visé, dans le cadre d'une opération secrète menée par un pays étranger. Pendant ce temps, l'éminence grise du gouvernement chinois, Zhang Han San, après avoir tenté d'utiliser le Japon, puis s'être associé secrètement à la République Islamique Unie, conspire pour que la République populaire de Chine prenne directement possession des ressources sibériennes par la conquête militaire, sur fond de négociations commerciales entre la RPC et les États-Unis, dirigés par le président Ryan. Mais le double meurtre de chrétiens (dont le Nonce apostolique auprès de la Chine) dans un hôpital de Pékin et la rupture des relations commerciales avec la Chine (qui risque un effondrement économique et politique) conduisent le politburo à lancer l'invasion de la Russie et à l'intervention de l'armée américaine aux côtés des Forces armées de la fédération de Russie.

## Personnages

### États-Unis
- Jack Ryan : Président des États-Unis.
- Robby Jackson : vice-président des États-Unis
- Hosiah Jackson : pasteur baptiste, père de Robby Jackson
- Edward Foley: directeur de la CIA
- Mike Reilly : agent du FBI détaché à Moscou, ami du lieutenant Provalov
- Arnold Van Dam : secrétaire général de la Maison Blanche
- Amiral Bart Mancuso : commandant en chef des forces américaines du Pacifique
- Lieutenant-Général Marion Diggs : commandant de la 1re division blindée basée en Allemagne
- Cliff Ruttledge : Chef de la délégation commerciale américaine en Chine
- Mark Grant : assistant de Cliff Ruttledge et conseiller du Secrétaire du Trésor
- John Clark et Ding Chavez : membres de l'unité Rainbow Six
- Chester Nomuri : agent de la CIA en Chine, exécutant de l'Opération Sorge

### Chine
- Premier Secrétaire Xu Kun Piao : Secrétaire général du Parti communiste chinois, et chef du Politburo (Chef de l'État et du Gouvernement chinois)
- Ministre Zhang Han San : Ministre sans portefeuille, membre « dur » influent du Politburo et éminence grise de Xu Kun Piao.
- Ministre Fang Gan : Ministre sans portefeuille, ami de Zhang et membre « modéré » du Politburo
- Maréchal Luo Cong : Ministre de la Défense, membre « dur » du Politburo
- Ministre Qian Kun : Ministre des Finances, membre « modéré » du Politburo
- Ministre Tong Jie : Ministre de l'Intérieur, membre « dur » du Politburo
- Ministre Tan Desh : Ministre de la Sécurité d'État (services secrets chinois), membre « dur » du Politburo
- Ministre Shen Tang : Ministre des Affaires Étrangères, membre « modéré » du Politburo
- Général Peng Xi Wa : commandant de la 34e armée de choc "Drapeau Rouge" et du corps expéditionnaire de l'APL en Russie
- Lian Ming : secrétaire du ministre Fang, maîtresse de Chester Nomuri
- Yu Fa An : pasteur baptiste chinois
- Cardinal Renato DiMilo : Nonce apostolique (ambassadeur du Vatican) en Chine

### Russie
- Eduard Petrovitch Grushavoy : Président de la fédération de Russie
- Serguei Golovko : directeur du SVR (renseignement extérieur russe)
- Vassily Konstantinovitch Solomentsev : Ministre russe de l'Économie
- Colonel-Général, puis Général d'armée Gennady Bondarenko : commandant du district militaire d'Extrême-Orient.
- Colonel-Général Kirilline: Commandant des Spetnaz
- Oleg Provalov : lieutenant de la police criminelle de Moscou
- Pavel Petrovitch Gogol : Vétéran de la Seconde Guerre mondiale
- Kong Deshi : Troisième secrétaire à l'ambassade de Chine et agent secret chinois

## Lieux
- Moscou
- Washington
- Pékin
- Mandchourie
- Sibérie Orientale.